# 關肅霜
關肅霜（1928年8月25日—1992年3月6日），女，湖北江陵人，京劇表演艺术家，工旦行，中國共產黨党员。她戏路宽广，花旦、青衣、武旦、刀马旦、武生、小生、老生均能表演，被誉为“京剧怪杰”。关肃霜的表演善于刻画人物，将人物演得栩栩如生。她的基本功非常扎实，扮演的花旦俏皮可爱、武生和小生英姿勃勃，她在武生表演里开创了「靠旗打出手」等多种精彩的武戏動作。主要代表作品有《大英杰烈》、《打焦赞》、《谢瑶环》、《吕布与貂蝉》、《辛安驿》、《花田错》、《十八扯》和现代京剧《戴诺》等。

## 演艺经历
关肃霜在湖北漢口出生于一个贫穷的梨园家庭，原名关大毛。为了维持生活，年幼的关大毛和赵燕侠帮着家里摆小摊卖炸小鱼。
关肃霜幼年时先跟随雪艳香学戏，她在14岁时拜戴綺霞为师，按当时梨园行规矩改姓戴，叫戴大毛。关肃霜继承了戴绮霞高难度的武戏，和跨行当、跨性别的串演。2009年，戴绮霞在采访中称赞关肃霜基本工扎实，她在拜师半年后挂头牌唱戏；成名后，她改名鹔鹴。戴绮霞还提到，关肃霜改回本姓缘于共产主义信仰。
在長沙登台唱戲，后轉到雲南昆明，曾與巡迴中的馬連良合作公演。1949年12月9日，雲南解放，她仍在昆明唱戲，1951年起成為國家演員，文藝1級工資。1953年在周恩來建議下改現在的名字。曾到保加利亞、羅馬尼亞、匈牙利、捷克斯洛伐克、德國、法國、蘇聯、意大利、奧地利、瑞士、列支敦士登等國巡迴公演。1956年加入中國共產黨。1959年在北京拜師中國京劇院（現在的中國國家京劇院）院長梅蘭芳。曾经担任昆明京劇團團長，雲南省京劇院院長。

## 最后的演出
1992年3月，关肃霜参加昆明艺术节，她演出了《白蛇传 倒塔》，分饰白娘子和小青，演唱和动作都很繁重。1992年3月3日，关肃霜在闭幕式上扮白娘子表演《白蛇传 水漫金山》。3天后，关肃霜因为過勞突发脑溢血在昆明猝逝。

## 社会兼职
曾任第一、二、三届云南省政协委员，第五、六、七屆全國人民代表大會代表，雲南省戲劇家協會主席和中國戲劇家協會副主席。

## 家庭
- 父亲：關永齋，京劇鼓師
- 丈夫：徐敏初，京剧演员
- 女儿：徐晓霜[3]
- 儿子：徐晓松[3]
- 孙女：徐子惠，京剧演员[3]

## 李广平事件
曾與李廣平戀愛，論及婚嫁，后李被劃為右派，與她解除婚約。1960年2月25日與徐敏初結婚，生下女兒徐晓霜和兒子徐晓松，徐敏初1978年去世。

## 轶事
她曾向陸鏗回憶自己學藝的苦況：「從14歲起入行，來了月經怎樣處理，連起碼的衛生常識都沒有，再加上，練功要求非常嚴格，動不動挨打。而身上分文沒有，月經來了，甚至沒錢買紙，也不敢向師父要，有時甚至把牆上糊的髒紙撕下來做襯墊，這就犯了痛經病，痛起來，甚至會昏迷，好慘！」

## 主要劇目
- 《鐵弓緣》（1979年由陳懷皚拍成電影版，得到1979年中華人民共和國文化部優秀影片獎、1980年第3屆百花獎最佳戲曲片獎）
- 《黛諾》（京劇現代戲）
- 《打焦贊》、《泗州城》（2劇曾在莫斯科得獎）
- 《白蛇傳·金山寺》（《白蛇傳·水漫金山》）
- 《白蛇傳·盜仙草》
- 《白蛇傳·盜庫銀》
- 《人面桃花》
- 《戰洪州》
- 《闖王旗》
- 《白門樓》（反串小生）
- 《伯牙碎琴》（反串老生）